# 小林美代子 (小説家)
小林 美代子（こばやし みよこ、1917年3月19日 - 1973年8月18日）は、日本の小説家。

## 略歴
岩手県釜石市出身。1924年に福島県伊達郡保原町（現伊達市）に移住。1929年、母の癌再発に伴って一家窮乏し、尋常小学校高等科1年で中退、単身上京して子守となる。家業の破産や家族の病死、逐電、精神錯乱などが相次ぎ、転々と職を変えた末、戦時下は速記者として生計を立てる。
戦後は三鷹市井の頭に自宅を構えるが、1955年、メニエール病で倒れ、以後入退院を繰り返す。1962年、近隣トラブルからノイローゼになり、精神病院に入院。1966年、閉鎖病棟の中で書き上げた処女作が『文芸首都』に掲載され、以後、同誌同人の中上健次、勝目梓らと切磋琢磨する日々をおくる。
自らの精神科病院入院体験を題材にした小説『髪の花』で、1971年第14回群像新人文学賞を受ける。その後も自伝的小説『繭となった女』を発表して高い評価を受けていたが、目まいや幻聴が再発し、2年後の1973年に東京都三鷹市内の自宅において睡眠薬により自殺。一人暮らしだったために死は誰にも気付かれなかった。遺体が発見されたのは死から約半月後の9月1日で、異臭による苦情で家を訪ねた警察官によって発見されたという。享年56。

## 評価
「『髪の花』批評集」の中で、大江健三郎は、「良質のルポタージュ」と評した。野間宏は、「患者の自由を如何にして成立させるか」という問いを優れたものと認め、洞察力の正しさを示している。柄谷行人は、「ここでいわれているのは、狂気は何ら結着ではなく狂人もまた社会的存在だということである」と述べ、「われわれは自己と社会との関係が不全な、背立的なものであるというところに、狂気の根拠を持っている」と、狂気の図式を描いている。磯田光一は、「創造的狂気などというものとは、この作品は完全に断絶している／左翼学生はしばしば日常性への埋没という言葉を批判的にくちにする。それこそふざけるなとしかいいようがない／日常性に埋没しようと必死の努力をしている狂人を描いたのが『髪の花』であるからだ」と評し、それに対して安岡章太郎は、「磯田の視点は常人の眼にうつる狂者という一種の偏見にもとづいている」と批判している。江藤淳は、「狂気を自己主張あるいは自己顕示の手段と心得ているかのごとき幾多の現代小説／近頃では、狂人のほうが正常人より純粋だとか、むしろ現代社会の“歪み”が狂人によって告発されているのだというような言説をなす者が専門の精神科医のなかにさえときおり見受けられるインテリの寝言とはこのことであって、こういう曲学阿世のともがらは、狂人のなかにひそむ治りたい願望について一掬の涙すら注ぐことができないのである」と述べた。鵜戸口哲尚は、この批評集の13人の文学者の発言の中で読むに堪えるものはほとんどなく、作品を批評する際に正当な評価を可能にする視点は、「精神病の本質を凝視する視点」「実態（管理）を凝視する視点」の二つしかないという。磯田と江藤の発言を偽善的な狂気の擁護の告発に向かっているとした。

## 著作
- 『髪の花』（講談社、1971年）
- 『繭となった女』（講談社、1972年）
- 『蝕まれた虹』（烏有書林、2014年。表題作は1973年の遺稿）